# Франкур
Франку́р (фр. Francourt) — коммуна во Франции, находится в регионе Франш-Конте. Департамент — Верхняя Сона. Входит в состав кантона Дампьер-сюр-Салон. Округ коммуны — Везуль.
Код INSEE коммуны — 70251.

## География
Коммуна расположена приблизительно в 290 км к юго-востоку от Парижа, в 50 км северо-западнее Безансона, в 31 км к западу от Везуля.

## Население
Население коммуны на 2010 год составляло 105 человек.
| 1962 | 1968 | 1975 | 1982 | 1990 | 1999 | 2010 |
| ---- | ---- | ---- | ---- | ---- | ---- | ---- |
| 110  | 108  | 73   | 77   | 112  | 119  | 105  |

## Экономика

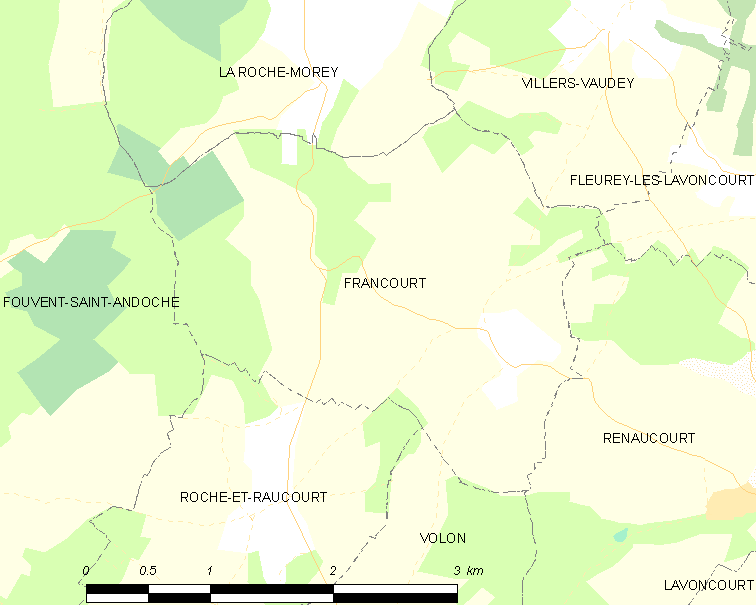
Карта коммуны

В 2010 году среди 62 человек трудоспособного возраста (15—64 лет) 41 были экономически активными, 21 — неактивными (показатель активности — 66,1 %, в 1999 году было 71,6 %). Из 41 активных жителей работали 38 человек (21 мужчина и 17 женщин), безработных было 3 (2 мужчин и 1 женщина). Среди 21 неактивных 5 человек были учениками или студентами, 9 — пенсионерами, 7 были неактивными по другим причинам.